# Arthur Peak
Arthur Peak är en bergstopp i Antarktis. Den ligger i Västantarktis. Argentina, Chile och Storbritannien gör anspråk på området. Toppen på Arthur Peak är 228 meter över havet. Arthur Peak ingår i Princess Royal Range.
Terrängen runt Arthur Peak är kuperad. Havet är nära Arthur Peak åt nordost. Trakten är glest befolkad. Närmaste befolkade plats är Rothera Research Station, 16,0 kilometer söder om Arthur Peak. 